# Waterloo (disc)
Waterloo fou el segon disc del grup suec ABBA, el primer publicat internacionalment. Va ser llançat originalment a Suècia el 4 de març de 1974 a través de Polar Music. El tema principal de l'àlbum, Waterloo, va guanyar el Festival de la Cançó d'Eurovisió de 1974 i es va convertir en un èxit mundial, llançant la carrera del grup.
El disc incloïa les següents cançons:
- Waterloo
- Sitting In The Palmtree
- King Kong Song
- Hasta Mañana
- My Mama Said
- Dance (While The Music Still Goes On)
- Honey, Honey
- Watch Out
- What About Livingstone?
- Gonna Sing You My Lovesong
- Suzy-Hang-Around

En posteriors reedicions, s'han afegit com a extres una altra versió de Ring, Ring i les versions en suec de Waterloo i Honey, Honey.